# Indiens grundlag

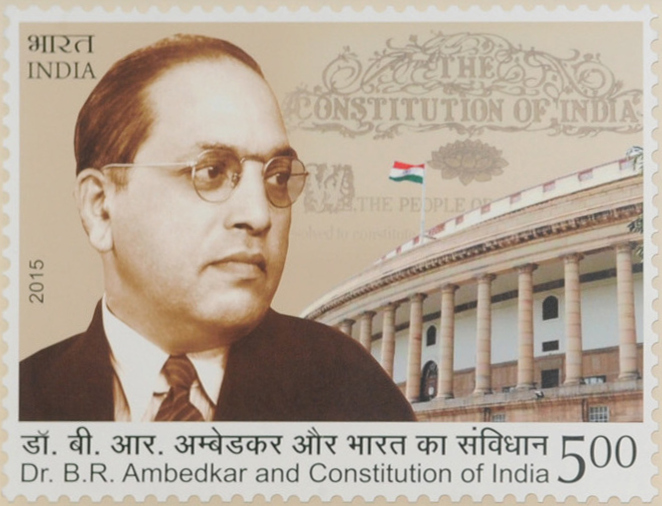
Bhimrao Ramji Ambedkar på ett Indiskt frimärke från 2015.

Indiens grundlag (Constitution of India) är världens längsta skrivna grundlag och innehåller 395 paragrafer och 8 bilagor. Den antogs av Indiens konstituerande församling 26 november 1949 och började gälla 26 januari 1950. Sistnämnda dag har sedan dess firats som nationaldag i Indien.
Inledningen till grundlagen lyder
"Vi, Indiens folk, har högtidligt beslutat att konstituera Indien som en suverän socialistisk, sekulär, demokratisk republik och tillförsäkra alla dess medborgare : 
- rättvisa, social, ekonomisk och politisk
- tanke-, yttrande- och religionsfrihet,
- jämlikhet och lika möjligheter,

och att bland dem befordra broderskap, med respekt för individens värdighet och nationens enhet."
Grundlagen bygger till stor del på västerländskt ideologiskt tankegods, men med en mycket större betoning på strävanden efter ett egalitärt samhälle, och med betydligt mer makt koncentrerad till landets regering.